# Prasinocyma geometrica
Prasinocyma geometrica là một loài bướm đêm trong họ Geometridae.